# (4128) UKSTU
(4128) UKSTU est un astéroïde de la ceinture principale.

## Description
(4128) UKSTU est un astéroïde de la ceinture principale. Il fut découvert le 28 janvier 1988 à Siding Spring par Robert H. McNaught. Il présente une orbite caractérisée par un demi-grand axe de 2,55 UA, une excentricité de 0,14 et une inclinaison de 12,8° par rapport à l'écliptique.

## Compléments